# Exosoma neglecta
Exosoma neglecta es una especie de insecto coleóptero de la familia Chrysomelidae.
Fue descrita científicamente en 1968 por Mohr.